# Тимофеев, Пётр Алексеевич
Пётр Алексеевич Тимофеев (12 июля 1936, село Мальжагар, Нюрбинский улус, Якутская АССР, СССР — 1 января 2019, Якутск, Россия) — советский и российский учёный, кандидат биологических наук, профессор кафедры ботаники Якутского государственного университета, основатель одного из направлений лесоведения (раздела геоботаники) — мерзлотного лесоведения, один из авторов Красной книги Якутии.

## Биография
Родился 12 июля 1936 года в семье колхозников, потомственных охотников Алексея Егоровича и Анны Спиридоновны Тимофеевых, в с. Мальжагар Нюрбинского района Якутской АССР.
В 1959 году окончил естественный факультет Якутского государственного университета, получил специальность биолога с квалификацией учитель биологии и химии.
С 1959 по 1963 годы — лекционный ассистент и аспирант кафедры геоботаники Днепропетровского государственного университета.
1963—1988 — ассистент (1963—1964), старший преподаватель (1964—1968), доцент кафедры ботаники (1968—1988), заведующий кафедрой ботаники (1975—1988), декан (1970—1972) биолого-географического факультета Якутского государственного университета.
С 1988 по 1993 гг. — заведующий лабораторией лесоведения и растительных ресурсов (с 1991 года лаборатория лесоведения) Якутского института биологии СО АН СССР (Сибирское отделение Академии наук СССР).
С 1993 года по 30 августа 2011 года — профессор кафедры ботаники Якутского государственного университета, в 1997—2010 годах — заведующий межведомственной учебно-научной лабораторией мерзлотного лесоведения и лесоводства при Якутском государственном университете и Институте биологических проблем криолитозоны СО РАН (Сибирского отделения Российской Академии наук).
С 31 августа 2011 года — профессор-исследователь кафедры биологии БГФ Северо-Восточного федерального университета имени М. К. Аммосова.
1 января 2019 года скончался в 09.30 утра в Якутске, Россия.

## Научно-педагогическая деятельность
Вся научно-педагогическая деятельность Петра Тимофеева посвящена высшему биологическому образованию, ботанике и лесоведению. Им опубликовано около 200 научных и учебно-методических работ, в том числе 10 монографий и учебных пособий, 12 учебных программ; около 100 публикаций в периодической печати по проблемам развития высшей школы и развития биологической наук в Республике Саха (Якутия), по экологическому просвещению и воспитанию населения, по вопросам охраны природы.
Основные направления научных исследований: типология и классификация лесов, эколого-биологические аспекты устойчивости лесных экосистем, сукцессионные процессы в лесах, биология и экология лесных растений, проблемы охраны и восстановления лесов. Существенным вкладом в развитие лесной науки является разработка теоретических положений и принципов нового направления науки о лесах и лесных ресурсах зоны вечной мерзлоты — мерзлотного лесоведения.
Пётр Тимофеев является одним из ведущих преподавателей Якутского государственного университета, неустанно и целенаправленно работающих в научно-педагогическом тандеме с учителями и учащимися общеобразовательных школ Республики Саха (Якутия). Он является научным руководителем и консультантом курсов повышения квалификации учителей биологии.
Пётр Тимофеев — член Общества «Знание» с 1956 года. Был членом украинского товарищества «Знання». С 1965 года принимает участие в работе якутской организации общества «Знание».

### Главные труды П. А. Тимофеева
- «Леса Якутии» (1980)
- «Структура лесного биогеоценоза криолитозоны» (1980)
- «Деревья и кустарники Якутии» (2000, 2003)
- «Леса Якутии: состав, ресурсы, использование и охрана» (2003)

Труды написанные в соавторстве:
- «Редкие и исчезающие звери, птицы и растения Якутии» (1981)
- «Редкие и исчезающие звери, птицы и растения Якутии» (1981)
- «Русско-якутский словарь биологических терминов» (1993, 2007)
- «Ягодные растения Якутии» (1994, 2006)
- «Леса среднетаёжной подзоны Якутии» (1994)
- «Зелёная книга Сибири: редкие и нуждающиеся в охране растительные сообщества» (1996)
- «Красная книга Якутской АССР. Редкие и находящиеся под угрозой исчезновения виды растений» (1997)
- «Красная книга Республики Саха (Якутия). Редкие и находящиеся под угрозой исчезновения виды растений и грибов» (2000)
- «Республика Саха (Якутия): географический атлас» (2000)
- Team of authors //Plant and Vegetation/Series Editor M.J.A. Werger.- Volume 3/ The Far North: Plant Biodiversity and Ecology of Yakutia/Editors E.I.Troeva, A.P.Isaev, M.M.Cherosov, and N.S. Karpov.- Springer Dordrecht Heidelberg London New York, 2010.- 390 p. 3.4.1., 3.4.5., 4.7.

Электронные учебные пособия:
- «Систематика высших растений»: ЭОР. Свидетельство о регистрации ЭР № 15695 от 04.05.2010.
- «Мерзлотное лесоведение»: ЭОР. Свидетельство о регистрации № 15696 от 04.05.2010.

Литературно-художественное издание:
- Сэргэлээх: песенник. — Якутск: Изд-во ЯГУ, 2006. — 46 с. (якут.)
- Круглый год: стихи. — Якутск: Изд-во ЯГУ, 2008. — 40 с. (якут.)
- Тимофеева Матрёна Тимофеевна. — Якутск: Изд-во ЯГУ, 2009. — 288 с. На русском и якут. языках.
- Жизнь дитяти природы: повесть. — Якутск: Издательский дом СВФУ, 2012. — 246 с. (якут.)
- Мы — студенты пятидесятых: повесть. — Якутск: Издательский дом СВФУ, 2012. — 279 с.

В соавторстве:
- Слава братьям — воинам: Сборник стихов любителей поэзии общества «Осуохай»/Составитель М. Ф. Васильева; лит. редактор С. С. Степанова. — Якутск: Бичик, 2005. — 64 с. (якут.)
- Счастливый мой Якутск: Сборник стихов любителей поэзии общества «Осуохай»/Составитель П. А. Тимофеев; Лит. редактор В. В. Илларионов. — Якутск: Изд-во ЯГУ, 2007. — 86 с. (якут.)
- Семья — моё счастье: Сборник стихов любителей поэзии общества «Осуохай»/Составитель П. А. Тимофеев, Лит. редактор С. П. Амгинская. — Якутск: Изд-во ЯГУ, 2008. — 76 с. (якут.)
- Учителю с благодарностью: Сборник стихов любителей поэзии общества «Осуохай»/Составитель и лит. редактор П. А. Тимофеев. — Якутск: Издательско-полиграфический комплекс ЯГУ, 2010. — 100 с. (якут.)

## Награды
- Медаль «В ознаменование 100-летия со дня рождения Владимира Ильича Ленина» (1970);
- Медаль «Ветеран труда» (1986);
- Почётный знак «За отличные успехи в области высшего образования СССР» (1987);
- Знак «Учитель учителей Республики Саха (Якутия)» (2001);
- Заслуженный работник образования Республики Саха (Якутия) (2003);
- Знак «Ведущий лектор Республики Саха (Якутия)» (2004);
- Знак отличия Республики Саха (Якутия) «Гражданская доблесть» (2007);